# Le Fil du rasoir (roman)
 (mars 2024).
La mise en forme du texte ne suit pas les recommandations de Wikipédia : il faut le « wikifier ».
Les points d'amélioration suivants sont les cas les plus fréquents. Le détail des points à revoir est peut-être précisé sur la page de discussion.
- Les titres sont pré-formatés par le logiciel. Ils ne sont ni en capitales, ni en gras.
- Le texte ne doit pas être écrit en capitales (les noms de famille non plus), ni en gras, ni en italique, ni en « petit »…
- Le gras n'est utilisé que pour surligner le titre de l'article dans l'introduction, une seule fois.
- L'italique est rarement utilisé : mots en langue étrangère, titres d'œuvres, noms de bateaux, etc.
- Les citations ne sont pas en italique mais en corps de texte normal. Elles sont entourées par des guillemets français : « et ».
- Les listes à puces sont à éviter, des paragraphes rédigés étant largement préférés. Les tableaux sont à réserver à la présentation de données structurées (résultats, etc.).
- Les appels de note de bas de page (petits chiffres en exposant, introduits par l'outil «  Source ») sont à placer entre la fin de phrase et le point final[comme ça].
- Les liens internes (vers d'autres articles de Wikipédia) sont à choisir avec parcimonie. Créez des liens vers des articles approfondissant le sujet. Les termes génériques sans rapport avec le sujet sont à éviter, ainsi que les répétitions de liens vers un même terme.
- Les liens externes sont à placer uniquement dans une section « Liens externes », à la fin de l'article. Ces liens sont à choisir avec parcimonie suivant les règles définies. Si un lien sert de source à l'article, son insertion dans le texte est à faire par les notes de bas de page.
- La présentation des références doit suivre les conventions bibliographiques. Il est recommandé d'utiliser les modèles {{Ouvrage}}, {{Chapitre}}, {{Article}}, {{Lien web}} et/ou {{Bibliographie}}. Le mode d'édition visuel peut mettre en forme automatiquement les références.
- Insérer une infobox (cadre d'informations à droite) n'est pas obligatoire pour parachever la mise en page.

Pour une aide détaillée, merci de consulter Aide:Wikification.
Si vous pensez que ces points ont été résolus, vous pouvez retirer ce bandeau et améliorer la mise en forme d'un autre article.
Pour les articles homonymes, voir Le Fil du rasoir.
Le Fil du rasoir, roman de 1944 écrit par W. Somerset Maugham est l'histoire de Larry Darrell, un pilote américain traumatisé par ses expériences durant la Première Guerre mondiale, qui se lance dans une quête de sens transcendant dans sa vie. L'histoire commence à travers les yeux des amis et des connaissances de Larry alors qu'ils sont témoins de son changement de personnalité après la guerre. Son rejet de la vie conventionnelle et sa recherche d'une expérience significative, lui permettent de progresser tandis que les personnages plus matérialistes subissent des revers de fortune.
Le titre du roman vient d'une traduction d'un verset du Katha Upanishad, paraphrasé dans l'épigraphe du livre comme suit : « Le tranchant d'un rasoir est difficile à franchir ; ainsi les sages disent que le chemin du Salut est difficile. »
Le livre a été adapté deux fois au cinéma ; d'abord en 1946 avec Tyrone Power et Gene Tierney, avec Herbert Marshall dans le rôle de Maugham et Anne Baxter dans le rôle de Sophie, puis une adaptation en 1984 avec Bill Murray.

## Intrigue
Maugham commence son histoire en le caractérisant non pas vraiment comme un roman, mais comme un récit véridique à peine voilé. Il s'inclut lui-même en tant que personnage secondaire, un écrivain qui entre et sort de la vie des principaux acteurs. Le style de vie de Larry Darrell contraste tout au long du livre avec celui de l'oncle de sa fiancée, Elliott Templeton, un expatrié américain vivant à Paris et un snob impénitent, superficiel mais généreux. Par exemple, alors que le catholicisme romain de Templeton s'arrête aux riches formes extérieures de l'Eglise, les inclinations de Larry tendent vers le mystique et saint flamand du XIIIe  siècle, Jean de Ruysbroeck.
Blessé et traumatisé par la mort d'un camarade pendant la guerre, Larry retourne à Chicago et à sa fiancée, Isabel Bradley, seulement pour annoncer qu'il ne prévoit pas de prendre un poste de courtier en bourse qui lui est offert par Henry Maturin, le père de son ami Gray, mais préfère chercher s'il existe une Vérité autre que matérielle. Pendant ce temps, Sophie, l'amie d'enfance de Larry, s'installe dans un mariage heureux, pour ensuite perdre tragiquement son mari et son bébé dans un accident de voiture.
Larry s'installe à Paris et se plonge dans les études et la vie bohème. Après deux ans d'otium, Isabel lui rend visite et Larry lui demande de rejoindre sa vie d'errance et de recherche, vivant à Paris et voyageant avec peu d'argent. Elle ne peut accepter sa vision de la vie et rompt leurs fiançailles pour retourner à Chicago. Elle épouse alors le millionnaire Gray, qui lui offre une vie de famille aisée. Pendant ce temps, Larry commence un périple à travers l'Europe, acceptant un emploi dans une mine de charbon à Lens, en France, où il se lie d'amitié avec un ancien officier de l'armée polonaise nommé Kosti. L'influence de Kosti encourage Larry à se tourner vers les choses spirituelles pour trouver ses réponses plutôt que dans les livres. Larry et Kosti quittent la mine de charbon et voyagent ensemble pendant un certain temps avant de se séparer. Larry rencontre ensuite un moine bénédictin nommé Père Ensheim à Bonn, en Allemagne, en congé de son monastère pour faire des recherches universitaires. Après avoir passé plusieurs mois chez les Bénédictins et n'ayant pas réussi à concilier leur conception de Dieu avec la sienne, Larry prend un emploi sur un paquebot et se retrouve à Bombay.
Larry vit des aventures spirituelles significatives en Inde et revient ensuite à Paris. Ce qu'il a réellement trouvé en Inde et les conclusions auxquelles il est finalement parvenu sont tenus secrets pour le lecteur pendant un temps considérable jusqu'à ce que, dans une scène vers la fin du livre, Maugham discute de l'Inde et de la spiritualité avec Larry dans un café, tard dans la soirée. Il commence le chapitre en disant :  '''Je pense qu'il est juste d'avertir le lecteur qu'il peut très bien sauter ce chapitre sans perdre le fil de l'histoire telle que j'ai à la raconter, puisque pour la plupart, il ne s'agit de rien de plus que le compte-rendu d'une conversation que j'ai eue avec Larry. Cependant, je devrais ajouter que sans cette conversation, je n'aurais peut-être pas jugé utile d'écrire ce livre.''' Maugham initie ensuite le lecteur à la philosophie Advaita et révèle comment, à travers une méditation profonde et un contact avec Bhagavan Ramana Maharshi, présenté sous le nom de Sri Ganesha dans le roman, Larry continue à réaliser Dieu à travers l'expérience du samadhi - devenant ainsi un saint - et dans le Le processus permet la libération du cycle de souffrance humaine, de naissance et de mort auquel le reste des mortels terrestres sont soumis.
Le krach boursier de 1929 a ruiné Gray et Isabel qui sont alors invités à vivre dans la grande maison parisienne de son oncle Elliott Templeton. Gray, souffrant de migraines atroces dues à un collapsus nerveux général, est incapable de travailler. Larry parvient à l'aider en utilisant une forme indienne de suggestion hypnotique. Sophie a également dérivé vers la capitale française, où ses amis la retrouvent ayant sombré dans l'alcool, l'opium et des liaisons vides et dangereuses pour enterrer sa douleur. Larry se lance d'abord dans une mission pour la sauver puis décide de l'épouser, un plan qui déplaît à Isabel, qui est toujours amoureuse de lui : Isabel fait replonger Sophie dans l'alcoolisme et celle-ci disparaît de l'histoire jusqu'à la découverte de son assassinat.
Pendant ce temps, à Antibes, Elliott Templeton est sur son lit de mort. Bien qu'il ait tout au long de sa vie, recherché compulsivement la société aristocratique, aucun de ses amis titrés ne vient le voir, ce qui le rend tour à tour morose et furieux. Mais il ne perd pas son ironie : "J'ai toujours fréquenté la meilleure société en Europe, et je ne doute pas que je fréquenterai la meilleure société au paradis."
Isabel hérite de sa fortune, mais elle pleure sincèrement la mort de son oncle. Maugham la confronte à son rôle dans la rechute de Sophie. La seule punition d'Isabel sera qu'elle n'obtiendra jamais Larry, qui a décidé de retourner aux États-Unis d'Amérique et de vivre comme un homme de travail ordinaire. Il ne s'intéresse pas au monde riche et glamour dans lequel Isabel évoluera. Maugham termine son récit en suggérant que tous les personnages ont obtenu ce qu'ils désiraient à la fin : "Elliott l'éminence sociale ; Isabel une position assurée… Sophie, la mort ; et Larry le bonheur."

## Influences et réception critique
Maugham, comme Hermann Hesse, anticipait une nouvelle adoption de la culture orientale par les Américains et les Européens près d'une décennie avant que les Beats ne la popularisent. (Les Américains avaient exploré la philosophie orientale avant ces auteurs, au XIXe siècle à travers les transcendantalistes, les théosophes, la visite de Vivekananda en 1893, puis le déménagement de Yogananda aux États-Unis en 1920.) Maugham a visité l'ashram de Sri Ramana, où il a eu une interaction directe avec Ramana Maharshi au Tamil Nadu, Inde en 1938,. La suggestion de Maugham selon laquelle il « n'a rien inventé » a été une source d'agacement pour Christopher Isherwood, qui l'a aidé à traduire le verset (1.3.14) du Katha Upanishad pour l'épigraphe du roman. वरान्निबोधत| क्षुरस्य धारा निशिता दुरत्यया दुर्गं पथस्तत् कवयो वदन्ति|| (uttiṣṭha jāgrata prāpya varān nibodhata| kṣurasya dhārā niśitā duratyayā durga pathas tat kavayo vadanti|| ) – qui signifie « Lève-toi, réveille-toi, cherche le sage et réalise. Le chemin est difficile à traverser comme le fil aiguisé du rasoir (couteau), alors disent les sages.
Beaucoup pensaient qu'Isherwood, qui avait alors bâti sa propre réputation littéraire et étudiait la philosophie indienne, était la base du héros du livre. Isherwood est allé jusqu'à écrire au Time pour nier cette spéculation. Il a été suggéré que Guy Hague avait une influence importante sur le personnage de Darrell, bien qu'il semble maintenant qu'il n'était pas à Ramanasramam lors de la visite de Maugham. Le poète et traducteur anglais Lewis Thompson serait un candidat plus probable. David Haberman a souligné que Ronald Nixon, un Anglais qui a prononcé ses vœux monastiques et est devenu connu sous le nom de Krishna Prem, a servi comme pilote de chasse pendant la Première Guerre mondiale et a connu une crise d'absurdité qui était « étonnamment similaire » à celle vécue par Larry.
Une autre possibilité d’influence est évoquée dans son journal par le député britannique et américain anglicisé Chips Channon. Lors d'un voyage à New York en août 1944, Channon écrivit : « J'ai beaucoup vu Somerset Maugham, qui n'avait jamais été un ami auparavant. Il m'a mis dans un livre, « Le fil du rasoir » et quand j'ai dîné avec lui, je lui ai demandé pourquoi il l'avait fait, et il m'a expliqué, avec un certain embarras, qu'il m'avait divisé en trois personnages, puis avait écrit un livre sur les trois. Je suis donc Elliott Templeton, Larry, lui-même le héros du livre, et un autre : cependant j'en suis flatté, et le livre est un chef-d'œuvre..."
La nouvelle la déchéance d'Edward Barnard publiée 1921  soit 23 ans avant "Le Fil du rasoir", met déjà en scène un trio également de la riche société de Chicago, composé d'un couple de fiancés et de leur meilleur ami également secrètement amoureux de la jeune femme, nouvelle dans laquelle la jeune femme préfère également épouser pour des raisons mondaines et matérielles, le meilleur ami de son fiancé qui de son côté, préfère comme Larry, mener une vie simple.